# BSI (ドイツ)

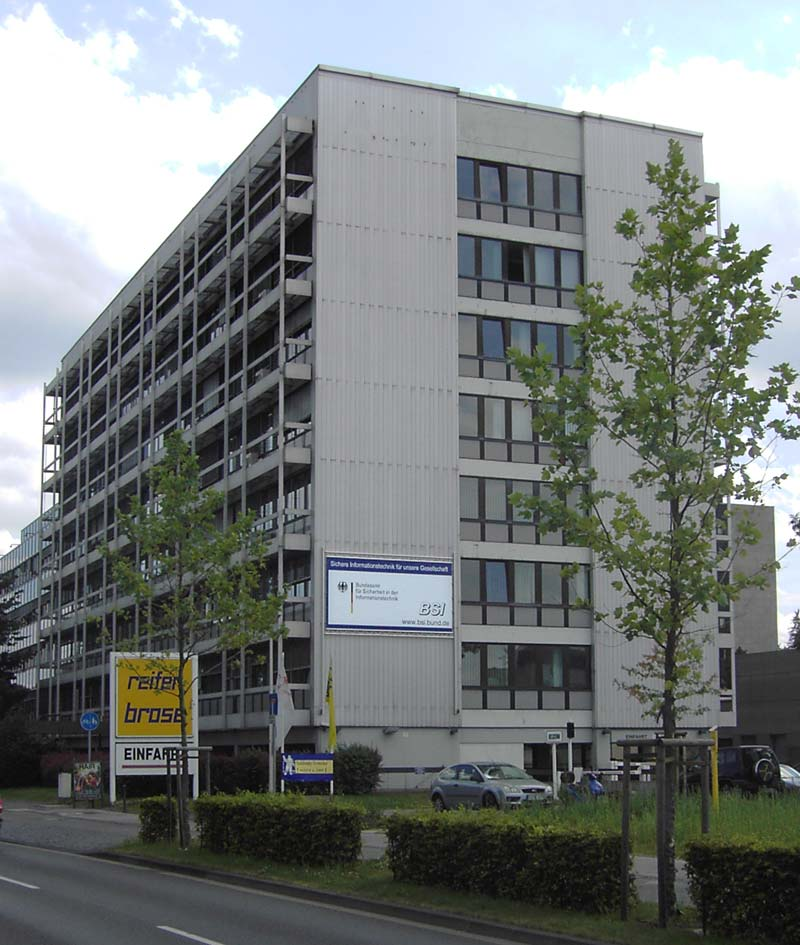
ボンのBSI庁舎

BSI（Bundesamt für Sicherheit in der Informationstechnik）は、ドイツ連邦政府においてコンピュータと通信のセキュリティ担当部門である。
英語では Federal Office for Information Security と呼ばれており、これはドイツ語名の直訳である。
日本語では情報セキュリティ庁（室）, 連邦電子情報保安局, 連邦情報技術安全局（庁）等々、様々に呼ばれている。
コンピュータアプリケーションのセキュリティ、重要インフラ（critical-infrastructure）の保護対策、インターネットセキュリティ、暗号、盗聴対策、セキュリティ製品の認証、およびセキュリティ評価機関（test lab）の認定を、専門分野および責任範囲としている。
ボンに本拠を置き、職員数は600名を超える。2009年10月16日よりMichael Hangeが長官を務めている。
BSIの起源は連邦情報局（BND）の暗号部門であった。
BSIはLibelle暗号などの暗号アルゴリズム開発を引き継いでいる。

## 歴史
様々な報道によれば、ドイツのシギント活動において、スイスの暗号装置（スイス Crypto AG 社製）を弱体化すべくNSAとの共謀があったという。
これによりリビアやイランといった国々の極秘通信を、西側諸国の諜報活動が解読できたと言われている。

## 他国の類似組織
BSIに似た役割を持つ他国の組織としては、アメリカ国家安全保障局（NSA）やイギリスのCESG（政府通信本部（GCHQ）の情報通信セキュリティ部門）を挙げることができる。
ただし、 NSAやGCHQと異なりBSIはシギント活動そのものには従事していない。
BSIとドイツでシギントを担当する連邦情報局（BND）との間に非公式の協力関係があるかどうかは定かでない。